# Leesburg (Georgia)
Leesburg is een plaats (city) in de Amerikaanse staat Georgia, en valt bestuurlijk gezien onder Lee County.

## Demografie
Bij de volkstelling in 2000 werd het aantal inwoners vastgesteld op 2633.
In 2006 is het aantal inwoners door het United States Census Bureau geschat op 2862, een stijging van 229 (8.7%).

## Geografie
Volgens het United States Census Bureau beslaat de plaats een oppervlakte van
12,3 km², waarvan 12,2 km² land en 0,1 km² water. Leesburg ligt op ongeveer 70 m boven zeeniveau.

## Plaatsen in de nabije omgeving
De onderstaande figuur toont nabijgelegen plaatsen in een straal van 28 km rond Leesburg.